# Lynnwood (Washington)
Lynnwood je grad u američkoj saveznoj državi Washington. Prema popisu stanovništva iz 2010. u njemu je živjelo 35.836 stanovnika.